# Adolf Roeder von Diersburg
Adolf Friedrich Freiherr Roeder von Diersburg (* 9. Juni 1852 in Frankfurt am Main; † 15. Juni 1920 in Darmstadt) war Generalmajor in der Hessen-darmstädtischen Armee, Hofmeister sowie Ordenskanzler am großherzoglichen Hof.

## Leben

### Herkunft und Familie
Adolf Friedrich von Roeder von Diersburg entstammte dem Adelsgeschlecht Roeder von Diersburg, das seinen Ursprung in der Ortenau hatte. Er war ein Sohn des Geheimen Regierungsrats Ernst Roeder von Diersburg (1813–1880) und dessen Ehefrau Leontine von Boehm (1813–1898). Seine Geschwister waren Egenolf (* 1844, Kammerherr und Major, ⚭ Adele D’Orville), Friedrich Ludwig (* 1845, Landeskulturbeamter, ⚭ Martha Tebbe (* 1855)), Ernst (* 1847, Premierleutnant, ⚭ Helene von Erdmannsdorf (* 1845)), Diether Carl (* 1851, preußischer Hauptmann und Ehrenritter des Johanniterordens, ⚭ Edith Rodewald auf Feldheim (* 1857)) und Bernhard (* 1855, Premierleutnant). Er war mit Wilhelme Freiin von Nordeck zu Rabenau (1864–1945) verheiratet und hatte mit ihr den Sohn Karl (1889–1956, Oberstleutnant).

### Wirken
Nach seiner Schulausbildung schlug er, wie drei seiner Brüder und einige andere aus dem Familienstamm Roeder von Diersburg, eine Offizierslaufbahn ein. Er kam in die Hessen-darmstädtische Armee, wo er Flügeladjutant des Großherzogs von Hessen und bei Rhein wurde.
Als Folge des Deutschen Krieges wurde Hessen von Preußen annektiert und die Truppen zum Jahresbeginn 1872 in die Preußische Armee integriert.
Roeder von Diersburg stieg bis zum Generalmajor auf.
1892 wird er als Kammerherr und Oberhofmeister genannt.  In dieser Funktion war er einer der ersten Hofbeamten.
Als Ordenskanzler war er Leiter der Ordenskanzlei. Aufgabe dieser Institution waren alle Tätigkeiten, die in Verbindung mit einer Ordensverleihung standen.

## Auszeichnungen
- 1893 Eisernes Kreuz[3]